# Silurus lithophilus
 Silurus lithophilus és una espècie de peix de la família dels silúrids i de l'ordre dels siluriformes endèmica del llac Biwa (Japó).
Els mascles poden assolir els 58 cm de llargària total i 1,5 kg de pes.